# Ensign (Kansas)
Ensign – miasto położone w Hrabstwie Gray. Liczba ludności w 2010 roku wynosiła 187.